# Chantal Van Landeghem
Chantal Van Landeghem, född 5 mars 1994, är en kanadensisk simmare. 
Van Landeghem tävlade i fyra grenar (50 meter frisim, 100 meter frisim, 4 x 100 meter frisim och 4 x 100 meter medley) för Kanada vid olympiska sommarspelen 2016 i Rio de Janeiro. På 4 x 100 meter frisim var hon med i Kanadas lag som tog brons.